# Aurora Hellgren
Johanna Aurora Emelie Lovisa Hellgren, även Aurora Holmberg, född 1 juli 1799 i Risinge församling, var en svensk bibliotekarie.
Hon var dotter till en styckgjutare vid Finspångs bruk. Efter faderns självmord bosatte hon sig 1816 i Stockholm med sin mor och sina systrar Anna Lena (1785–1835) och Gustafva Hellgren (1796–1872); syster Anna Lena blev 1817 klädmäklerska. År 1821 gifte hon sig med viktualiehandlaren Christian Holmberg och blev mor till Emilie Holmberg. Redan samma år ansökte hon dock om skilsmässa, då mannen övergav henne strax efter dotterns födelse.
Aurora Hellgren ansökte 1822 om tillstånd att öppna lånebibliotek. Skilsmässan gick igenom 1823, men hon beviljades tillstånd att öppna bibliotek redan året innan, trots att hon som gift kvinna formellt var omyndig, då hon hade uppenbart behov av försörjning.  Hon övertog då boktryckaren Carl Nybergs lånebibliotek. Det Hellgrenska lånebiblioteket, som det kallades, växte till att under 1860-talet bli ett av Stockholms största. Hon drev biblioteket med sina systrar och öppnade även ett kommissionskontor, en arbetsförmedling för tjänare, som sköttes av hennes syster Gustafva. När hennes dotter blev musiker öppnade hon ett musikinstitut i sitt namn, där dottern fick undervisa.
När dottern avled i USA 1854 lämnade Hellgren Sverige och reste till USA för att ta hand om sina barnbarn. Hon överlät då verksamheterna i Stockholm på sin syster Gustafva, som drev dem vidare fram till 1869. I Storkyrkoförsamlingens husförhörslängd från 1871–1872 kallas hon "enkejon".